# Denticetopsis epa
Denticetopsis epa är en fiskart som beskrevs av Vari, Ferraris och De Pinna 2005. Denticetopsis epa ingår i släktet Denticetopsis och familjen Cetopsidae. Inga underarter finns listade i Catalogue of Life.